# Černá Hora (zámek)
Černá Hora je hrad přestavěný na zámek v severní části městyse Černá Hora v okresu Blansko.

## Historie

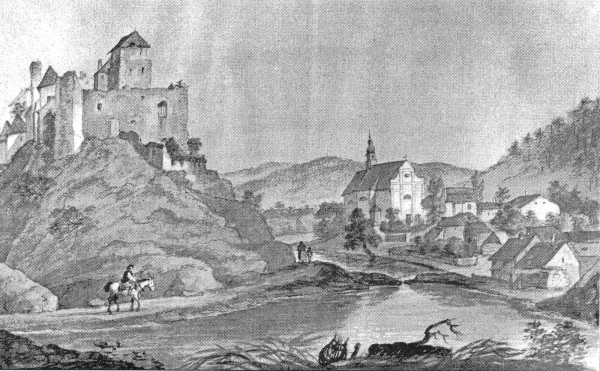
Černá Hora v první čtvrtině 19. století

Hrad byl postaven v letech 1279–1298 Matoušem z Černé Hory, který působil ve významné funkci moravského komorníka. Jelikož zemřel bez mužského potomka, hrad obdržel v roce 1305 královský mincmistr Arpád z Florencie. V roce 1320 hrad vlastnil Jindřich z Lipé a roku 1330 se po něm píše jeho syn Jindřich, zvaný Železný. Před rokem 1348 hrad získal rod pánů z Boskovic. Roku 1390 se výslovně uvádí Vaněk Černohorský z Boskovic. Ten nejenže připojil svoji pečeť pod protestní list proti upálení mistra Jana Husa do Kostnice, ale za husitských válek vystupoval na straně moravských husitů proti olomouckému biskupovi Janu Železnému. Hrad byl asi roku 1423 vojsky olomouckého biskupa dobyt a Vaněk ho získal zpět až konverzí ke katolictví. Vaňkův syn Beneš Černohorský z Boskovic se v česko-uherských válkách přidal na stranu Matyáše Korvína a roku 1471 od něj dostal právě dobytý Nový hrad. Po Benešovi převzal Černou Horu Jaroslav Černohorský z Boskovic, který však neměl mužské potomky. Panství tak zdědily jeho čtyři dcery, které je roku 1550 prodaly Václavu Bučovickému z Boskovic. Jeho syn Albrecht Bučovický z Boskovic provedl na hradě renesanční úpravy. Poslední mužský potomek Černohorských z Boskovic Jan Šembera z Boskovic zemřel roku 1597 a panství vyženil Karel I. z Lichtenštejna. V letech 1627–1684 drží panství jejich syn Karel Eusebius z Lichtenštejna. Rod Lichtenštejnů však na hradě nesídlil a spravoval ho pouze purkrabí.
Hrad byl poškozen za třicetileté války, ale opravy podstatu sídla nezměnily. Roku 1719 vyženil černohorské panství Jindřich Josef z Auerspergu. Roku 1726 hrad vyhořel, byl provizorně opraven, avšak roku 1818 byl opuštěn. Roku 1857 koupila zámek Henrietta Pereira-Arnstein, která započala pseudorenesanční přestavbou hradu na zámek. Práce dokončil v letech 1859–1861 její zeť hrabě Mořic Friess z Friessenburgu. Roku 1945 byl zámek Friessům zkonfiskován a byl zde zřízen sociální ústav.